# Семсер 122 (САУ)
Semser (с каз. семсер — меч) — 122-мм самоходная артиллерийская установка, разработанная израильской компанией Солтам совместно с Петропавловским заводом тяжелого машиностроения (дочернее предприятие Kazakhstan Engineering) по заказу министерства обороны Казахстана для казахстанской армии.
Конструктивно представляет собой 122-мм гаубицу Д-30, установленную на поворотной платформе на шасси грузовика КАМАЗ-63502. Она оснащена автоматизированной системой управления огнём стандарта NATO С4I и системой заряжания, разработанной компанией Soltam systems в рамках проекта самоходной 155-мм гаубицы ATMOS-2000. Из электронного оборудования появились системы позиционирования на местности GPS и ГЛОНАСС и компьютер приема данных от старшего офицера батареи. Боекомплект составляет 80 выстрелов.
Производство было освоено в 2008 году АО «Национальная компания „Казахстан Инжиниринг“» на Петропавловском заводе тяжелого машиностроения (АО «ПЗТМ»).
Первая опытно-экспериментальная машина поступила в войска летом 2008 года. В дальнейшем, до июня 2010 года был получен один дивизион 122-мм самоходных гаубиц «Семсер».

## Операторы
- Казахстан — 18 шт. по состоянию на 2012 год[6]